# Dicranomyia (Idioglochina) medidorsalis
Dicranomyia (Idioglochina) medidorsalis is een tweevleugelige uit de familie steltmuggen (Limoniidae). De soort komt voor in het Palearctisch gebied.